# 西山一窟鬼
西山一窟鬼源出宋代話本《西山一窟鬼》，首見於《京本通俗小说》第十二卷，作者不詳。
後經馮夢龍整理編入《警世通言》，名為《一窟鬼癞道人除怪》，內容為福州秀才吳洪，旅居杭州，經過媒人介紹，娶了一名美妻、收了婢女，誰知一夕間發現，原來媒人、妻子、婢女，包括妻子的房東全部都是鬼。後遇一位癩痢的道人作法，召請護法神，將鬼收入酆都。原來道士是神仙甘真人（可能是淨明道的甘戰真人）所化，而吳洪是甘真人前生的弟子。吳洪經過此事之後，看破紅塵，入山修道，回歸仙界。
《夢粱錄》卷十六記載臨安有茶坊名為「一窟鬼茶坊」，亦可能是因此民間故事而得名。
钟玲于1979年曾为胡金铨执导电影《山中传奇》担任编剧，剧本即改编自该故事。
金庸亦可能參考了這故事，在其武俠小說《神雕俠侶》中，有角色外號稱為西山一窟鬼。

## 神鵰俠侶
西山一窟鬼，一門十鬼
- 長鬚鬼，名為樊一翁亡於蒙古國師之手，本為公孫止徒弟，後改過
- 大頭鬼，亡於蒙古國師之手
- 弔死鬼
- 催命鬼
- 無常鬼
- 討債鬼
- 煞神鬼
- 喪門鬼
- 紅俏鬼
- 笑臉鬼